# أوشي (آراغاتسوتن)
مدينة أوشي (بالإنجليزية: Ushi)‏ هي إحدى المدن التابعة لمقاطعة آراغاتسوتن في أرمينيا. يقدر عدد سكانها بـ 1729 نسمة حسب الإحصاء الذي جرى عام 2011.